# コロムナ公国
コロムナ公国（ロシア語: Коломенское княжество）は、コロムナを首都として成立した、リャザン公国の分領公国である。公国は12世紀の後半に登場し、モスクワ大公国に組み込まれる1301年まで存続した。

## 歴史
コロムナ公国の領域は、元々はリャザン公国の一部だった。首都のコロムナの初出は『ラヴレンチー年代記』の1177年の頁であるが、この段階ではすでに建設された都市として言及されている。発掘調査によれば、都市の建設は1140年代から1160年代にかけてのこととみなされている。分領公国として分離した時期は正確には不明である。また、コロムナは辺境の街であり、リャザン公家の誰かがコロムナ公となった可能性は高いが、コロムナ公国の統治者に関しては断片的な史料が残されているのみである。
最初のコロムナ公としては、チェルニゴフ公スヴャトスラフ(ru)の子のグレプが、1179年にコロムナの統治者として言及されている。1186年から1188年にかけてはプロンスク公フセヴォロド・グレボヴィチが、1217年から1237年にかけてはロマン・イングヴァレヴィチ（『バツのリャザン襲撃の物語』に述べられる、コロムナ公グレプ・イングヴァレヴィチという人物と同一と認識されている）がコロムナ公となっている。1237年以降のコロムナ公については不明である。
1301年にコロムナはモスクワ公ダニールに占拠され、モスクワ公国に組み込まれた。1385年にリャザン公オレグ(ru)がコロムナを占拠するが、翌年には再びモスクワ公国が取り返している。
1433年、モスクワ大公の座をめぐる内紛の中、モスクワを追われたヴァシーリー2世がコロムナを分領地としたが、数ヵ月後にヴァシーリーは再びモスクワへと帰還した。この後、コロムナに公が立つことはなかった。